# Alovė
Alovė è un centro abitato situato nel comune distrettuale di Alytus, nella Lituania meridionale. È il capoluogo del distretto omonimo. Nel paese sono presenti una Chiesa della Santissima Trinità risalente al 1802, una scuola primaria, una biblioteca e un ufficio postale.